# Operacja Blacklist Forty
Operacja Blacklist Forty – amerykańska operacja rozbrojenia wojsk japońskich i okupacji południowej części półwyspu Koreańskiego w latach 1945–1948.
Po zakończeniu II wojny światowej siły amerykańskie wylądowały na południu Korei, aby przyjąć kapitulację Japończyków i pomóc w utworzeniu niezależnego i zjednoczonego rządu koreańskiego przy pomocy Związku Radzieckiego, który zajął północną część półwyspu. Jednak gdy próby te okazały się nieskuteczne, Stany Zjednoczone i Związek Radziecki utworzyły osobne przyjazne sobie rządy w obu strefach okupacyjnych, co doprowadziło do obecnego podziału Korei na dwa zwalczające się państwa.

## Tło
Podział Korei na strefy okupacyjne został zaproponowany w sierpniu 1945 roku przez Stany Zjednoczone Związkowi Radzieckiemu po przystąpieniu Sowietów do wojny z Japonią. 38. równoleżnik został wybrany do rozdzielenia dwóch stref okupacyjnych 10 sierpnia przez dwóch amerykańskich oficerów, Deana Ruska i Charlesa Bonesteela, którzy pracowali na podstawie skromnych wytycznych, jakie im przekazano i mieli niewiele informacji o sytuacji w Korei. Ich przełożeni poparli linię podziału, a propozycja została zaakceptowana przez Sowietów. Amerykanie mieli nadzieję na utworzenie rządu przedstawicielskiego wspierającego amerykańską politykę w regionie, podczas gdy Związek Radziecki dążył do utworzenia kolejnego komunistycznego państwa przyjaznego ich interesom.

## Okupacja
Amerykańskie siły okupacyjne składały się z 45 000 żołnierzy z XXIV Korpusu. Pierwszymi siłami amerykańskimi, które przybyły do Korei, była mała wysunięta grupa, która wylądowała na lotnisku Kimpo w pobliżu Seulu 4 września 1945 roku. Inna mała grupa, składająca się z czternastu żołnierzy z 7 Dywizji Piechoty, wpłynęła do Inczonu 8 września, a główne lądowanie rozpoczęło się następnego dnia. Według Paula M. Edwardsa rząd Stanów Zjednoczonych nie był zbytnio zainteresowany Koreą i polegał w tym zakresie na gen. Douglasie MacArthurze, który dowodził siłami okupacyjnymi w Japonii, podejmując większość powojennych decyzji w tym kraju. MacArthur był jednak już „przeciążony” pracą, którą należało wykonać w Japonii, więc nakazał dowódcy operacji Blacklist Forty, gen. por. Johnowi R. Hodge’owi, utrzymanie „twardej” okupacji w Korei. Hodge założył swoją kwaterę główną w hotelu Bando w Seulu, powołał rząd wojskowy, ogłosił język angielski językiem urzędowym i rozpoczął proces budowy nowego rządu koreańskiego, przyjaznego Stanom Zjednoczonym.
Hodge’a uważano za świetnego dowódcę na polu bitwy, ale słabego dyplomatę. Nie ma wątpliwości, że nie lubił Koreańczyków i nie znał ich kultury oraz nie wiedział tego, jak bardzo różni się ona od kultury japońskiej. W rezultacie Hodge popełnił wiele błędów, w tym wydanie swoim ludziom rozkazu, aby „traktowali Koreańczyków jak wrogą ludność”. Ponadto, z powodu niedoboru siły roboczej, Hodge pozwolił starej japońskiej policji pozostać na służbie w celu utrzymywania porządku. Zachował również kolonialny rząd japoński, przynajmniej początkowo, dopóki nie znalazł odpowiednich amerykańskich następców na jego miejsce. Jednak po skardze Koreańczyków amerykański rząd wojskowy w Tokio oficjalnie usunął Koreę spod politycznej i administracyjnej kontroli Japonii 2 października 1945 roku. W ten sposób japońscy administratorzy zostali odsunięci od władzy, chociaż wielu z nich zostało później zatrudnionych jako doradcy swoich amerykańskich następców. Edwards pisze, że największym wkładem Hodge’a w okupację było porozumienie jego rządu wojskowego z antykomunistycznymi frakcjami w południowej Korei i awansowanie ludzi, którzy wcześniej kolaborowali z Japończykami, na stanowiska kierownicze.
Dobrym symbolem tego, jak przebiegała okupacja wojskowa południowej Korei przez Stany Zjednoczone, było utworzenie przez Hodge’a i Rząd Wojskowy Armii Stanów Zjednoczonych w Korei (USAMGIK) Południowokoreańskiego Tymczasowego Zgromadzenia Ustawodawczego w grudniu 1946 roku. Zgromadzenie to miało formułować projekty ustaw, które miały być później wykorzystane jako „podstawa reform politycznych, gospodarczych i społecznych”. Jednakże lewicowa frakcja polityczna, skonsolidowana pod szyldem Południowokoreańskiej Partii Robotniczej, zignorowała zgromadzenie i odmówiła w nim udziału. Konserwatywna frakcja Koreańskiej Partii Demokratycznej, wspierana przez posiadaczy ziemskich i właścicieli małych firm, również sprzeciwiła się zgromadzeniu, ponieważ ich główni liderzy zostali z niego wykluczeni przez USAMGIK. Problem polegał na tym, że chociaż wielu z 45 członków zgromadzenia było konserwatystami, większość członków została nominowana przez umiarkowanego Kim Kyu-sika, który był wiceprezydentem Tymczasowego Rządu Republiki Korei (była to w większości umiarkowana instytucja utworzona w 1919 roku w okresie okupacji Korei przez Japończyków, której ostatecznym celem było zapewnienie Korei niepodległości w formie republikańskiej) i był wyborem Hodge’a na przywódcę przyszłej niepodległej Korei Południowej. Niestety, Kim nie był charyzmatyczny i nie potrafił zainspirować ani lewicy ani prawicy do poparcia go. Autor E. Takemae twierdzi, że siły amerykańskie w Korei były witane jako okupanci, a nie wyzwoliciele. Mówi również, że Amerykanie mieli większy szacunek dla Japończyków niż Koreańczyków, ze względu na ich wojskowe zaplecze, i doceniali japońską wiedzę oraz umiejętności administracyjne, których nie znaleźli wśród Koreańczyków. Jak się okazało, Amerykanie odkryli, że łatwiej jest mieć do czynienia z japońskimi władzami w kwestii postępowania z Koreą niż bezpośrednio z wieloma różnymi frakcjami politycznymi Korei. Według Takemae: „[W] oczach wielu Koreańczyków Amerykanie byli tak samo źli jak Japończycy”.

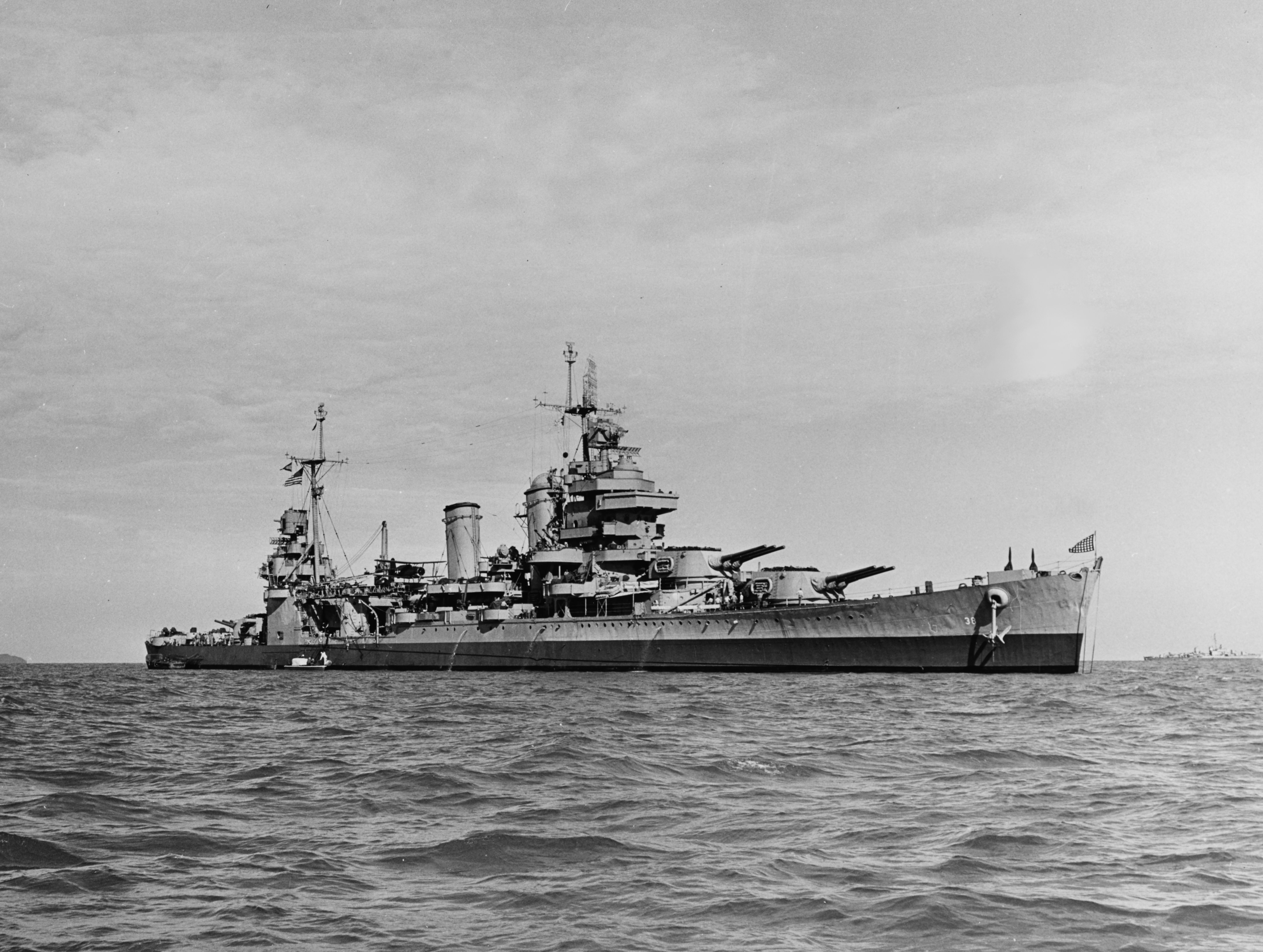
USS „San Francisco” u wybrzeży Korei 28 września 1945

Przygotowania do wycofania sił amerykańskich i radzieckich z półwyspu Koreańskiego nie mogły się rozpocząć, dopóki Stany Zjednoczone i Związek Radziecki nie uzgodnią utworzenia zjednoczonego rządu koreańskiego przyjaznego interesom obu państw. Jednak Sowieci odmówili zaakceptowania jakiegokolwiek pomysłu, który nie obejmowałby utworzenia państwa komunistycznego, dlatego negocjacje były bezowocne. W wyniku tej niezgody Stany Zjednoczone skierowały „kwestię koreańską” do Organizacji Narodów Zjednoczonych. ONZ zgodziła się podjąć wyzwanie we wrześniu 1947 roku i przystąpiła do zapewnienia Koreańczykom wyborów nadzorowanych przez ONZ. Związek Radziecki jednak jasno dał do zrozumienia, że wszelkie decyzje podejmowane przez ONZ będą dotyczyć tylko części Korei położonej na południe od 38. równoleżnika, a wszystko na północ od linii rozgraniczenia będzie ustalane przez ZSRR lub nową Koreańską Republikę Ludowo-Demokratyczną. Niemniej jednak wybory się odbyły, a wybrany w nich koreański przywódca, Syngman Rhee, został zaprzysiężony na prezydenta nowo utworzonej Republiki Korei 24 lipca 1948 roku.
Amerykańska i radziecka okupacja Korei zakończyła się wkrótce potem, pozostawiając za sobą półwysep Koreański podzielony na dwa wrogie państwa koreańskie. Według Edwardsa większość Amerykanów była zadowolona, że wyjeżdża z Korei. Do 1950 roku ta część świata stała się dla Amerykanów tak mało istotna, że 5 stycznia 1950 roku prezydent Harry Truman powiedział, iż nie będzie interweniował w starciu pomiędzy chińskimi komunistami a nacjonalistami na Tajwanie lub w Chinach kontynentalnych, a siedem dni później sekretarz stanu Dean Acheson powiedział, że „Korea jest teraz poza amerykańską strefą wpływów”. Pomimo tego Stany Zjednoczone i Korea Południowa podpisały pakt o pomocy wojskowej 26 stycznia 1950 roku, lecz aż do wybuchu wojny koreańskiej 25 czerwca 1950 roku do kraju dotarły jedynie przewody sygnałowe o wartości zaledwie 1000 dolarów.